# Бондарецький парк
Бондарецький — парк-пам'ятка садово-паркового мистецтва місцевого значення. Об'єкт розташований на території Житомирського району Житомирської області, село Бондарці.
Площа — 1,8 га, статус отриманий у 1964 році.
Колишня ділянка дубового лісу, де ростуть столітні дуби, а також дерева інших порід.
До 2007 року на території парку працював дитячий літній оздоровчий табір «Лісова пісня».
З 2005 року землі парку знаходиться у власності ПАТ « Житомирський меблевий комбінат».